# Дербеньов Вадим Клавдійович
Вадим Клавдійович Дербенєв — радянський і російський кінорежисер, кінооператор і сценарист, який працював на студіях «Молдова-фільм і «Мосфільм». Народний артист Російської Федерації (1994).

## Біографія
Народився сім'ї письменника Клавдія Михайловича Дербенєва (1905—1963), автора популярних детективів для шпигунів. Великий вплив на вибір професії зробила подарована йому книга  Кулешова "Основи режисури".
У 1957 році закінчив операторський факультет Всеросійського державного інституту кінематографії імені С. А. Герасимова ВДІКу (майстерня Волчек, Борис Ізраїлович Б. Волчека), працював на кіностудії Молдова-фільм . За фільм «Атаман Кодр» (1958) отримав Першу премію за кращу операторську роботу на Всесвітній кінофестиваль у Києві (1959). У 1961 році зняв «Людина йде за сонцем»:
|                                                     | Після виходу картини на екран Дербенєва називали, поряд з Урусевським, «головним представником поетичного кінематографа в операторському мистецтві». |
| — Наталія Баландіна, «Кінознавчі записки» № 57 2002 | |

З 1962 року почав працювати як режисера-постановника, найбільш помітним став фільм «Останній місяць осені» (1965), який отримав премію за режисуру і приз «За розробку сучасної теми» на Всесоюзному кінофестивалі в 1966 , а на Міжнародному кінофестивалі в Мар-дель-Плата (Аргентина) — премію «Південний хрест» та спеціальний приз «За поетичну атмосферу фільму».
Член Союзу кінематографістів СРСР (Москва).
Помер 25 жовтня 2016 року на 83-му році життя. Похований 28 жовтня на Ваганьківському цвинтарі | (Ваганьківському цвинтарі) (дільниця № 43) .

## Фільмографія

### Режисер
- Подорож у квітень
- Останній місяць осені
- Лицар мрії
- Балерина
- Недільний музикант (телевізійний)
- Гончарний коло (телевізійний)
- Грозний вік
- Спартак
- За слідом володаря
- Жінка в білому
- Таємниця «Чорних дроздів»
- Змієлів
- - Полювання на сутенера
- Будинок побачень (телевізійний)
- Балетмейстер
- Прем'єра «Російського балету»
- На розі, у Патріарших (серіал)
- Хореографічні новели В'ячеслава Гордєєва
- Життя в танці ... і життя наяву
- Фантазія на тему Казанови
- Град билинний
- Ярославія - давньоруська сторона
- На розі, у Патріарших 2 (серіал)
- Лінія захисту
- На розі, у Патріарших 3 (серіал)
- На розі, у Патріарших 4 (серіал)
- Плата за кохання
- Велика гра
- Варожіння при свічках

### Оператор
- Отаман Кодр
- Колискова
- Людина йде за сонцем
- Обрій
- Подорож у квітень
- Останній місяць осені
- Лицар мрії
- Балерина
- Грозний вік
- Спартак
- Життя в танці ... і життя наяву
- Фантазія на тему Казанови
- Град билинний
- Ярославія - давньоруська сторона

### Сценарист
- Лицар мрії
- Балерина
- Грозний вік
- Спартак
- За слідом володаря
- Жінка в білому
- Чорний коридор
- Загадка Ендхауза
- Полювання на сутенера
- Балетмейстер
- Копелія
- Прем'єра «Російського балету»
- Хореографічні новели В'ячеслава Гордєєва
- Життя в танці ... і життя наяву
- Фантазія на тему Казанови
- Град билинний
- сторона

## Нагороди та премії
- Орден «Знак Пошани» (1960)
- Заслужений діяч мистецтв Молдавської РСР (1962) [2]
- Народний артист Російської Федерації (1994)
- 1959 ВКФ (Всесоюзний кінофестиваль) — Перша премія за кращу операторську роботу («Атаман Кодр»)
- 1966 ВКФ - Премія за режисуру («Останній місяць осені»)
- 1966 ВКФ — Приз «За розробку сучасної теми» («Останній місяць осені»)
- 1966 МКФ в Мар-дель-Плата — Премія «Південний хрест» («Останній місяць осені»)
- 1966 МКФ в Мар-дель-Плата — Спеціальний приз «За поетичну атмосферу фільму» («Останній місяць осені»)
- 1970 МКФ в Буенос-Айресе — Приз за кращий фільм-балет («Балерина»)
- 1996 Премія МВС («На розі, у Патріарших»)